# گراووو
گراووو (به صربی: Graovo) یک منطقهٔ مسکونی در صربستان است که در لسکواس واقع شده‌است. گراووو ۲۷۷ نفر جمعیت دارد.